# Santiago Amigorena
Santiago Amigorena (Buenos Aires, 15 febbraio 1962) è uno sceneggiatore, produttore cinematografico, regista cinematografico attore e scrittore argentino che vive in Francia.
Nel 2007 il suo film Quelques jours en septembre è stato candidato come "Miglior Film" al Mar del Plata Film Festival.

## Filmografia parziale

### Soggetto
- Tokyo Eyes, regia di Jean-Pierre Limosin (1998)

### Sceneggiatore
- Le persone normali non hanno niente di eccezionale (Les Gens normaux n'ont rien d'exceptionnel), regia di Laurence Ferreira Barbosa (1993) - Documentario
- Tokyo Eyes, regia di Jean-Pierre Limosin (1998)
- Rien à faire, regia di Marion Vernoux (1999)

## Opere letterarie
- Une enfance laconique (1998), P.O.L. ISBN 2-86744-619-8
- Une jeunesse aphone : les premiers arrangements (2000), P.O.L. ISBN 2-86744-767-4
- Une adolescence taciturne : le second exil (2002), P.O.L. ISBN 2-86744-868-9
- Le Premier Amour (2004), P.O.L. ISBN 2-84682-027-9 (Prix François-Mauriac dell'Académie française)
- 1978 (2009), P.O.L. ISBN 978-2-84682-308-1
- La Première Défaite (2012), P.O.L. ISBN 978-2818016640
- Des jours que je n'ai pas oubliés (2014), P.O.L. ISBN 978-2-8180-2002-9
- Mes derniers mots (2015), P.O.L. ISBN 978-2-8180-3566-5
- Les Premières Fois (2016), P.O.L. ISBN 978-28180-4042-3